# Jacques Buus
Jacques Buus talvolta citato anche come Jakob Buus, (Gand, 1500 circa – Vienna, agosto 1565) è stato un organista e compositore fiammingo del Rinascimento appartenuto alla Scuola franco-fiamminga e fra i primi esponenti della Scuola veneziana.
Fu uno dei primi compositori ad utilizzare il ricercare, predecessore della fuga, e rinomato compositore di chanson.

## Biografia
Buus nacque probabilmente a Gand anche se i dettagli sui primi anni della sua vita sono scarsi, così come per tutti i compositori del suo tempo. Sembra probabile che possa aver studiato o aver iniziato la sua carriera in Francia con la quale mantenne dei contatti per tutta la sua vita. Nel 1538 pubblicò la sua prima chanson a Lione attraverso l'editore musicale Jacques Moderne.
Tre anni dopo si recò a Venezia dove concorse per il posto di secondo organista alla Basilica di San Marco, ottenendo il posto che divise con il primo organista, il frate Giovanni Armonio. Questo avveniva durante la direzione della Cappella musicale da parte di Adrian Willaert, che aveva trasformato in un complesso fra i più famosi d'Europa, secondo solo alla Cappella papale di Roma. Buus vi rimase fino al  1550, quando partì per la Francia, probabilmente in quanto non riuscì a pagare i suoi debiti; sembra comunque che il motivo sia stato il fatto che si era convertito al protestantesimo. Nel 1543 dedicò una raccolta di chanson alla calvinista duchessa di Ferrara, e nel 1550 fece dono di un volume di chansons spirituelles protestanti, al protestante arciduca Ferdinando II, inviandoglielo a Vienna. Alla fine del 1550 si recò a Vienna dove ottenne un posto alla Corte degli Asburgo dove rimase per il resto della sua vita, ignorando numerosi inviti provenienti da Venezia.

## Musica
Buus ebbe un grande ruolo nello sviluppo del ricercare; compose il più lungo mai prodotto, che aveva non meno di 98 punti di imitazione. Un altro aveva 358 brevi (equivalenti a 716 battute di 4/4; il tipico tactus del tempo adottava da 60 ad 80 minime al minuto). Esse erano elaborate contrappuntisticamente, facendo uso di tutte le tecniche della polifonia fiamminga, ovvero aumento, diminuzione, inversione e così via.
Compose anche musica sacra vocale, compresi mottetti e chansons spirituelles, una specifica forma protestante, anche se queste ultime non vennero eseguite nella cattolica Venezia. I suoi mottetti ricordano quelli di Nicolas Gombert, con fitta tessitura, pervasive imitazioni e libero trattamento del tema.